# Pterygota perrieri
Pterygota perrieri är en malvaväxtart som beskrevs av Bénédict Pierre Georges Hochreutiner. Pterygota perrieri ingår i släktet Pterygota och familjen malvaväxter. Inga underarter finns listade i Catalogue of Life.